# Democedes
Democedes van Croton (tweede helft 6e eeuw v.Chr.) was een beroemde arts uit de oude Griekse kolonie Croton (nu Crotone in Calabrië, Zuid-Italië). Democedes leefde in de laatste decennia van de 6e eeuw voor Christus. Volgens Herodotus was hij enige tijd lijfarts van Polycrates, een tiran uit Samos, en van de Perzische koning Darius. Democedes was een tijdgenoot van Pythagoras en de leermeester van Philolaos van Croton.

## Leven
Zijn vader Calliphon, eveneens een arts, was afkomstig uit de havenstad Cnidus aan de kust van Klein-Azië en was naar Croton verhuisd, waar Democedes zijn jeugd doorbracht. Democedes heeft enige tijd in de stad Aegina op het gelijknamige Griekse eiland, Aegina doorgebracht. Vervolgens verbleef hij enige tijd in Athene, waar hij actief was als uit de openbare middelen betaald arts. Later werd hij arts van de tiran Polycrates van Samos, naar verluidt omdat deze beter betaalde.
Na de val van Polycrates in 522 v.Chr. als direct gevolg van een militaire actie van de Perzische satraap Oroites, werd hij als gevangene van de Perzen naar het hof van koning Darius I gevoerd. Deze maakte Democedes tot zijn lijfarts, nadat hij er in was geslaagd Darius van een verstuikte enkel te genezen. Ook de genezing van koningin Atossa, die last had van een borstaandoening, deed hem in aanzien stijgen.
Ondanks deze eervolle positie wilde Democedes toch naar zijn vaderland terugkeren. Hij slaagde er op de een of andere manier in naar Italië te ontsnappen. Herodotus vertelt hoe zijn vlucht samen zou hebben gehangen met een missie van de toenmalige Perzische inlichtingendienst aan de vooravond van de Perzische Oorlogen, maar deze details worden op grond van ontoereikende plausibiliteit vaak betwijfeld. Terug in Croton trad Democedes in het huwelijk met een dochter van Milo van Croton, een lokale aristocraat, de beroemdste atleet van zijn tijd, Olympisch kampioen worstelen en sponsor van Pythagoras. Volgens de legende zond Democedes een berichtje naar koning Darius dat hij nu de schoonzoon van Milo was.
Democedes was een tijdgenoot van de filosoof Pythagoras van Samos, die tot ongeveer 510 v.Chr. in Croton leefde en daar de gemeenschap van Pythagoreërs oprichtte. Ook Democedes was (net als vermoedelijk zijn vader) lid van deze sectarische gemeenschap. Daardoor raakte hij in de stads- en streekpolitieke twisten verwikkeld, die in 510 v.Chr., vlak na de overwinning op rivaliserende Griekse nederzetting Sybaris uitbraken. De door de agitator Cylon in Croton geïnstigeerde rellen dwongen Democedes met een schare jongeren naar Plateai te vluchten. Daarom zetten de nieuwe heersers van Croton een beloning op zijn hoofd. Op enig moment kwam het tot een gevecht, waarbij Democedes en zijn aanhangers waarschijnlijk het onderspit dolven. In ieder geval verdwijnt zijn spoor rond deze tijd uit de geschiedenis.